# ألي مغوير
ألي مغوير (بالإنجليزية: Allie McGuire)‏ مواليد 10 يوليو 1951 في نيويورك، هو لاعب كرة سلة أمريكي سابق. بدأ مسيرته الاحترافية في سنة 1973. تم اختياره من قبل فريق نيويورك نيكس خلال الدرافت. حمل الرقم 16. يبلغ طوله 6 قدم 3 بوصة (1.9 م). اعتزل اللعب في 1973.

## روابط خارجية
- ألي مغوير على موقع إن بي أي (الإنجليزية)
- ألي مغوير على موقع سبورتس رفرنس (الإنجليزية)
- ألي مغوير على موقع كلية كرة السلة في سبورتس رفرنس.كوم (الإنجليزية)
- ألي مغوير على موقع ريلجم (الإنجليزية)
- ألي مغوير على موقع بروبوليرز (الإنجليزية)